# أوتيس جونسون (لاعب كرة قاعدة)
أوتيس جونسون (بالإنجليزية: Otis Johnson)‏ هو لاعب كرة قاعدة أمريكي، ولد في 5 نوفمبر 1883 في فولر في الولايات المتحدة، وتوفي في 9 نوفمبر 1915 في جانسون سيتي في الولايات المتحدة.